# Château de Djalali
Le château de Djalali est un château-fort situé à Kashan, en Iran.

## Histoire
Le rempart autour de Kashan a été construit à l'origine sur l'ordre de Zobeydé Khatoun, l'épouse de Hâroun ar-Rachîd. Elle aida financièrement au développement de plusieurs villes des pays islamiques.
Pendant la période seldjoukides, Malik Shah Ier ordonne de réparer le rempart et la fortification des deux châteaux. En outre il ordonne la construction du château Djalali à ouest de la ville. Selon des documents historiques, le château était alors entouré d'une douve. La fortification de la ville avec le château fort, la tour et le rempart furent efficaces pendant plusieurs siècles. Ainsi, Malek Saldjouk ne put pas prendre la ville en 1138 après trois mois de siège et il ne put démolir que des villages hors de la ville.
En 1198, Miadjégh, un commandant de la période des Khwârezm-Shahs, ne put pas prendre la ville après quatre mois de siège et il put seulement piller les villages alentour comme Malek Saldjouk. Pendant les sièges, la tour et les remparts ont été endommagés par les boulets lancés par les mangonneaux, mais ils furent réparés chaque fois. Dans la haute ère des séfévides, le château fort servit de base pour des bandits. Pour cette raison, Ismail Ier ordonna de démolir le château, mais pour des raisons inconnues l'ordre ne fut pas suivi et, au contraire, les constructions et réparations ultérieures renforcèrent les défenses. Les murs du château étaient de 4 m d'épaisseur et 6 m de haut à cette époque.
Mohammad Khan Torkaman, qui profita de la faiblesse du gouvernement d'alors à l'époque de Muhammad Khudabanda et se rebella, utilisa la résistance du château fort et l'employa comme base. Pendant douze ans, il fut le tyran de Kashan. Au-delà, il attaqua la maison des séfévides et ses hommes tuèrent Kheyr on-Nessa Beygom, la mère d'Abbas Ier, à Ispahan.
Après qu'Abbas Ier monta sur le trône, il réprima tout de suite la rébellion et tua Torkaman et ses bandits. Après la répression de la rébellion, la paix et stabilité régnèrent dans l'ère d'Abbas Ier à la fin de l'ère des Séfévides. Depuis ce temps, les constructions intérieures tombèrent peu à peu en ruine. Seulement les murs les plus épais, les tours et le Yakhchal, qui étaient construits en adobe, résistèrent. En plus de la ruine graduelle du château fort, celui-ci fut parfois endommagé par la force. Lors de l'attaque des Afghans, ils l'endoomgèrent gravement, mais il fut réparé partiellement au temps de Nâdir Châh.